# نخلة
عن النخيل 

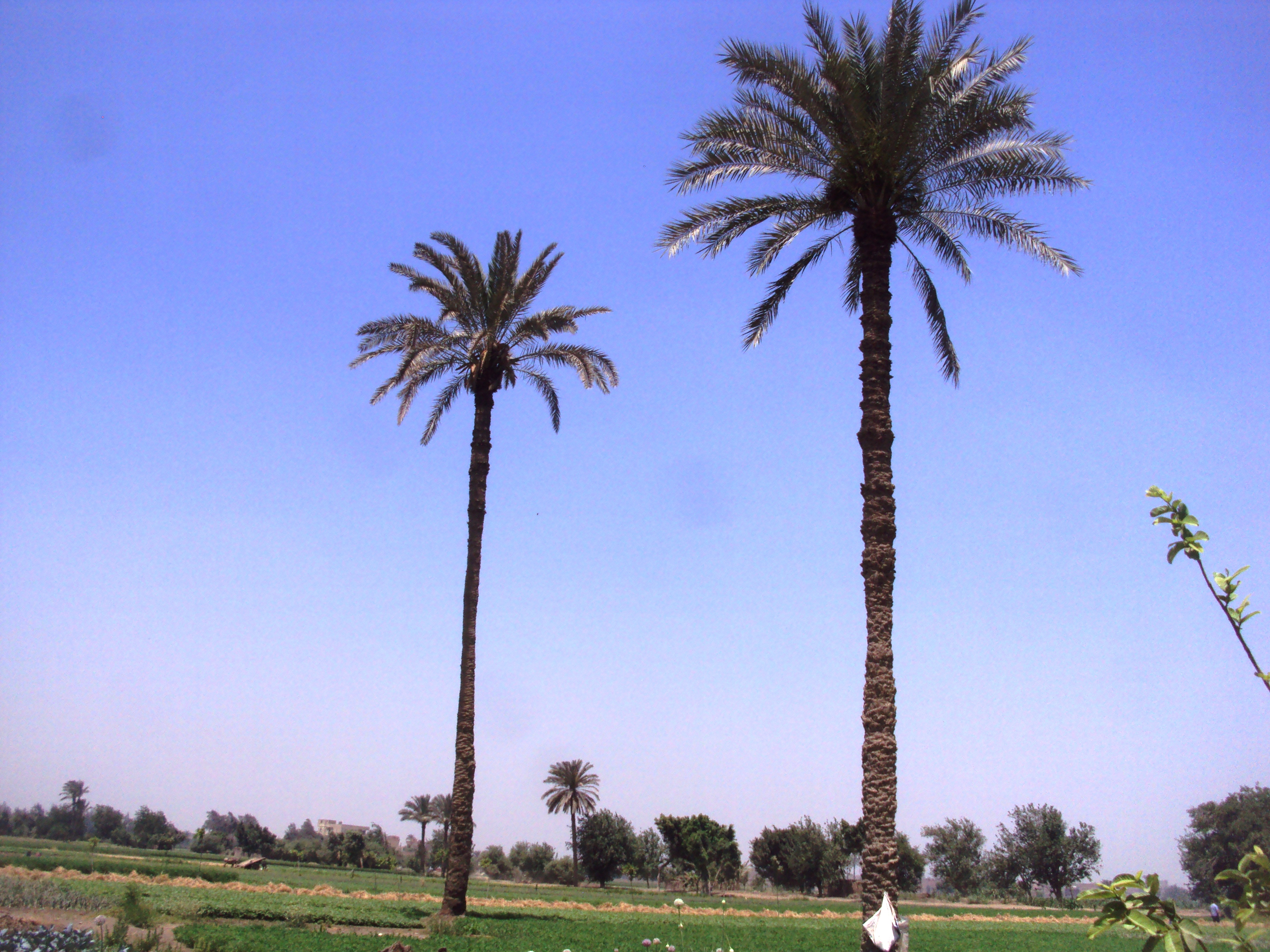
النخيل في مصر.

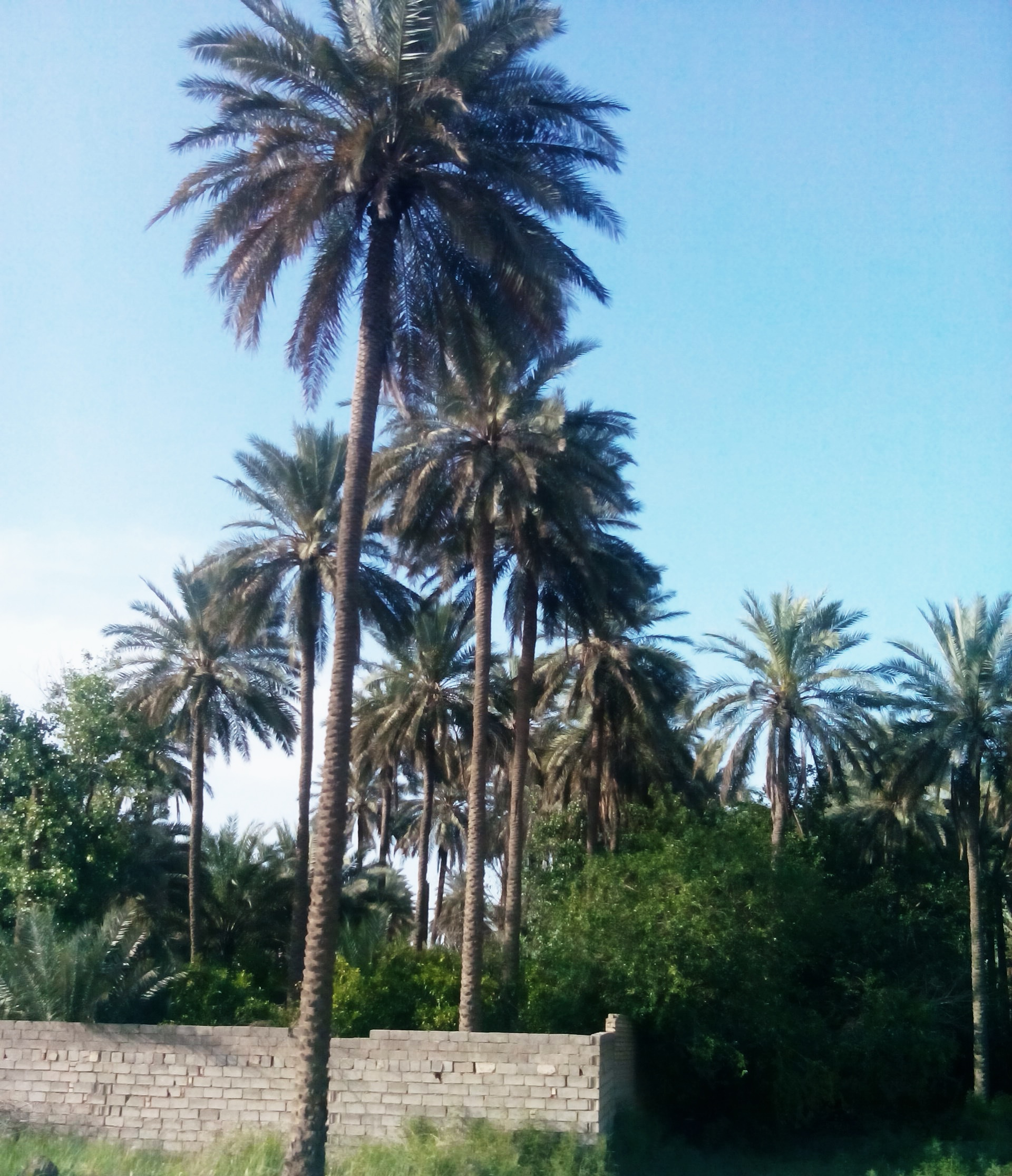
مجموعة نخيل في العراق

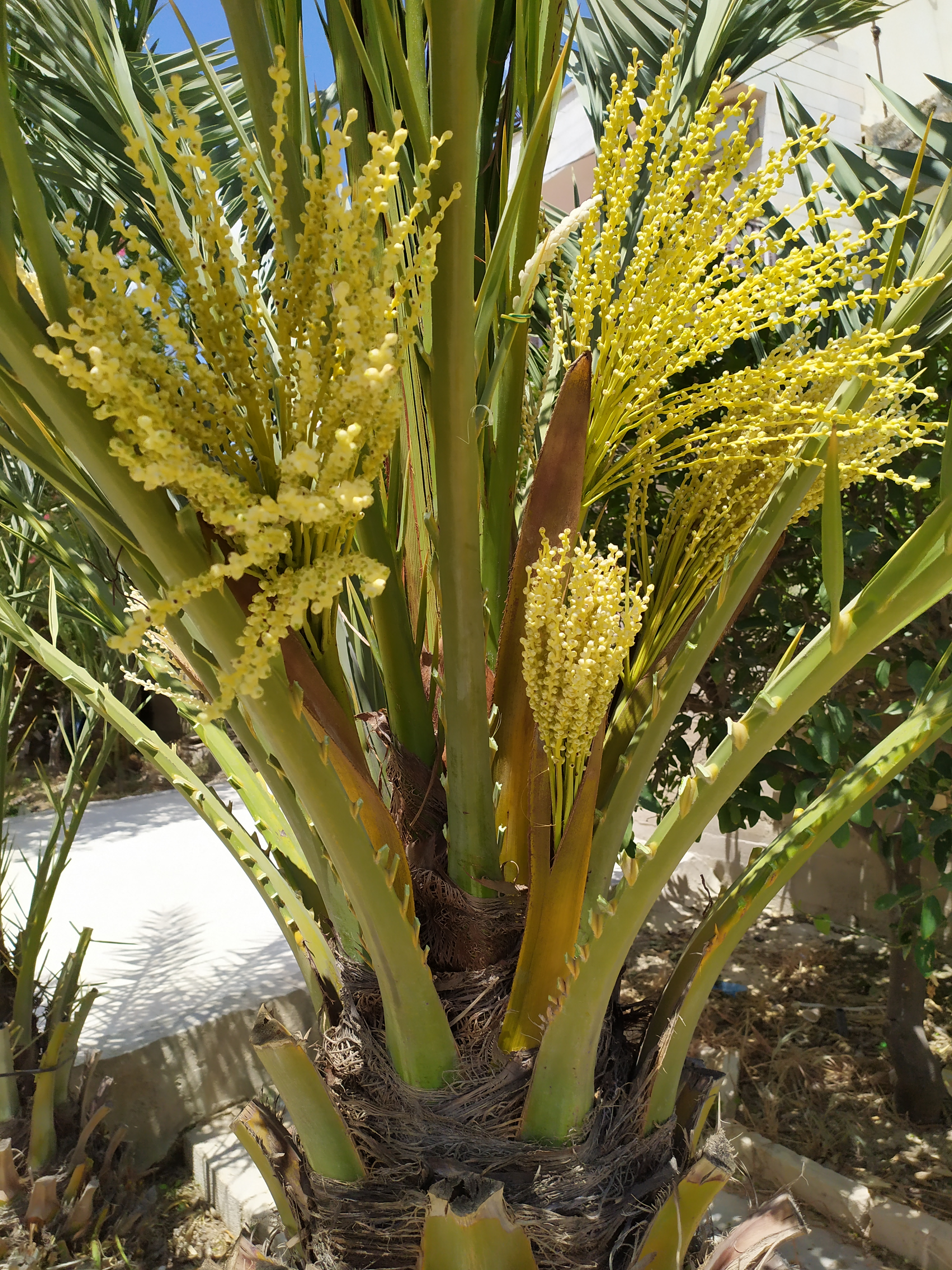
ازهار نخيل فترة العقد

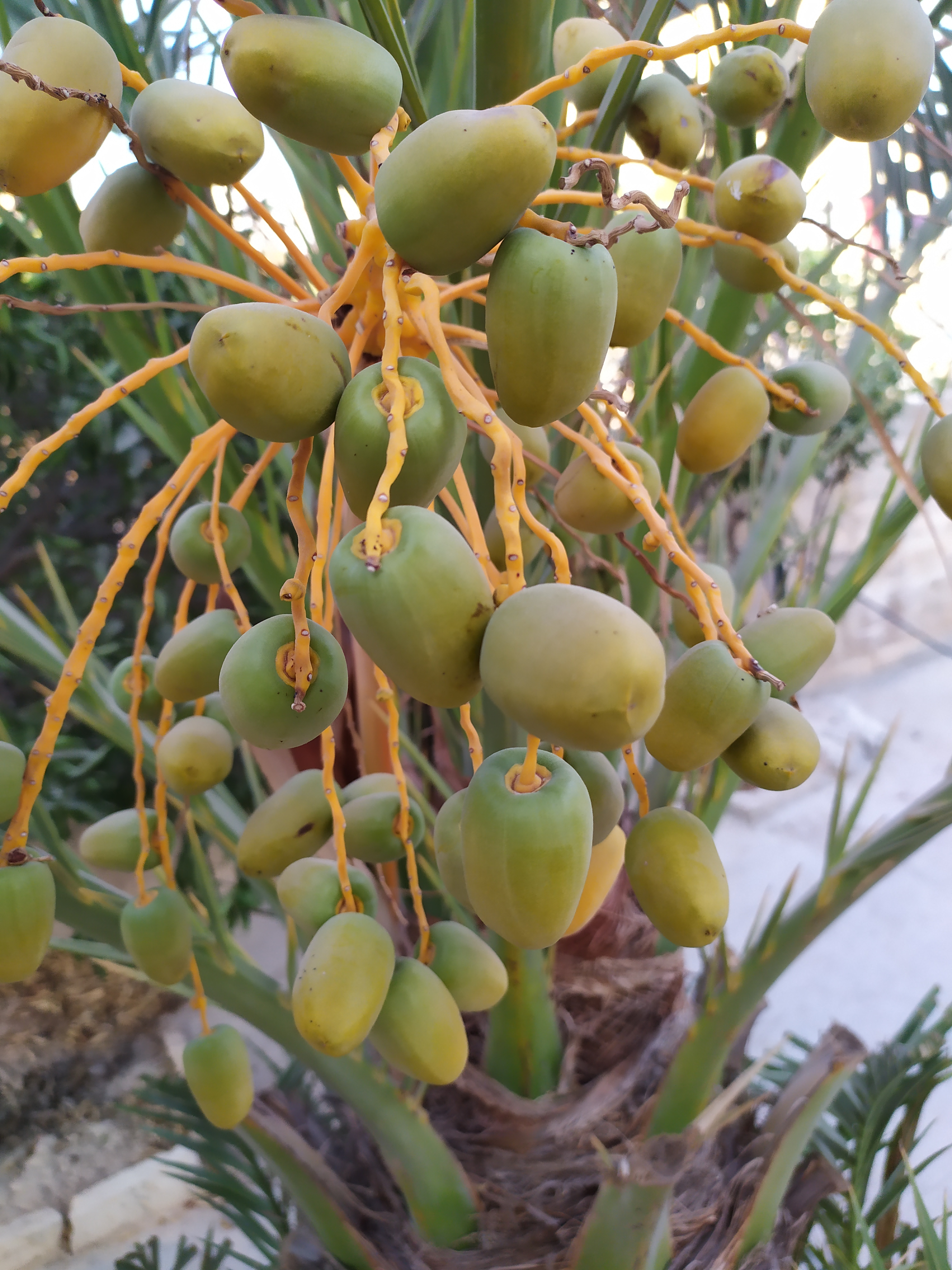
ثمار النخيل،فلسطين

النخلة (الاسم العلمي: Phoenix)، (جمع: نَخْل ونَخِيْل) وهي جنس من النباتات يتبع الفصيلة النخلية من رتبة الفوفليات. نباتٌ واطن في شرق جزر الكناري مرورًا بشمال ووسط أفريقيا إلى أقصى جنوب شرق أوروبا (كريت)، وجنوب آسيا من شرق تركيا إلى جنوب الصين وماليزيا. تعيش في أماكن مختلفة مثل المستنقعات والصحاري وسواحل المنغروف البحرية. ينشأ أكثر أنواع النخيل في المناطق الشبه قاحلة وعادة تكون بالقرب من مستويات المياه الجوفية العالية، الأنهار أو الينابيع. يعد هذا الجنس فريد من نوعه من بين أسرة الكوريفاويات، كونه الوحيد الذي له ورق ريشي، بدلًا من الأوراق الخوصية. تتكون من جذع طويل نحيل أخضر اللون عندما تكون النخلة صغيرة بالعمر، ويتحوّل إلى رمادي مع تقدّمها في السن، ويطلق على فرع النخلة الذي تتفرع منه الأوراق الدبوسية الشكل بجريد النخلة أو سعف النخيل، وتحتوي شجرة النخيل الواحدة على 30 إلى 50 سعفة. [بحاجة لمصدر]

## أنواع النخل
- نخلة التمر (الاسم العلمي:Phoenix dactylifera)
- نخلة متدلية (الاسم العلمي:Phoenix reclinata)
- نخلة عديمة الساق (الاسم العلمي:Phoenix acaulis)
- نخلة أندامانية (الاسم العلمي:Phoenix andamanensis)
- نخلة أطلسية (الاسم العلمي:Phoenix atlantica)
- نخلة أجمية (الاسم العلمي:Phoenix caespitosa)
- نخلة كنارية (الاسم العلمي:Phoenix canariensis)
- نخلة لورياروية (الاسم العلمي:Phoenix loureiroi)
- نخلة سبخية (الاسم العلمي:Phoenix paludosa)
- نخلة قزمية (الاسم العلمي:Phoenix pusilla)
- نخلة روبلينية (الاسم العلمي:Phoenix roebelenii)
- نخلة صخرية (الاسم العلمي:Phoenix rupicola)
- نخلة حرجية (الاسم العلمي:Phoenix sylvestris)
- نخلة ثيوفراسية (الاسم العلمي:Phoenix theophrasti) [بحاجة لمصدر]

### أنواع غير مؤكدة
- نخلة متوسطة (الاسم العلمي:Phoenix intermedia) وهي نوع هجين
- نخلة نابوناندية (الاسم العلمي:Phoenix nabonnandii) وهي نوع هجين [بحاجة لمصدر]

## أصل التسمية

### العربية
جمع نخلة هو نخل أو نخيل أو نخلات. والنخل: التصفية. والانتخال: الاختيار لنفسك أفضله وهو التنخّل أيضًا.
يقول الخليل الفراهيدي في "معجم العين":

يقول أحمد بن فارس في "مقاييس اللغة" عن الانتخال:
أكثر المعجمين العرب يرون أن النَّخْلُ والنَّخِيلُ بمعنى «واحد»، والواحدة نخلة، وهناك من يرى فرقًا في المعنى، خاصة في الاستعمال القرآني، وذلك أن ”نخل“ اسم الجمع لشجرة التمر، بينما ”نخيل“ تعني كل الأشجار المثمرة العاليّة. لكن الدكتور فاضل السامرائي، في كتابه «بلاغة الكلمة في التعبير القرآني»، يرى أن النخل أعم وأشمل من النخيل، لأنه اسم جنس جمعي، وهذا ما قرره علماء اللغة، ويؤيده الاستعمال القرآني.

### اللاتينية
الاسم العام للجنس "نخلة" مشتق من (phoinix) = (φοῖνιξ) أو ((phoinikos) = (φοίνικος)، وهي الكلمة الإغريقية لشجرة النخيل التي استخدمها ثاوفرسطس وبلينيوس الأكبر. وعلى الأرجح أنها تشير إما إلى الفينيقيين؛ فينيكس، ابن أمينتور وكليوبول في إلياذة هوميروس؛ أو طائر الفينيق، الطائر المقدس في مصر القديمة.

## تكاثر النخيل
تتكاثر أشجار النخيل بطريقتين رئيسيتين هما:

### التكاثر الخضري:
يعرف التكاثر الخضري (اللاجنسي) بأنه إنبات أشجار النخيل باستخدام الفروع بدلاً من البذور، وذلك من خلال الفسائل والفروع الخضراء التي تنمو بجانب قاعدة أشجار النخيل على شكل براعم، ويُمكن استغلال هذه الفسائل لإكثار النخيل.

### التكاثر الجنسي:
يمكن إنبات أشجار النخيل باستخدام البذور.

## معرض الصور

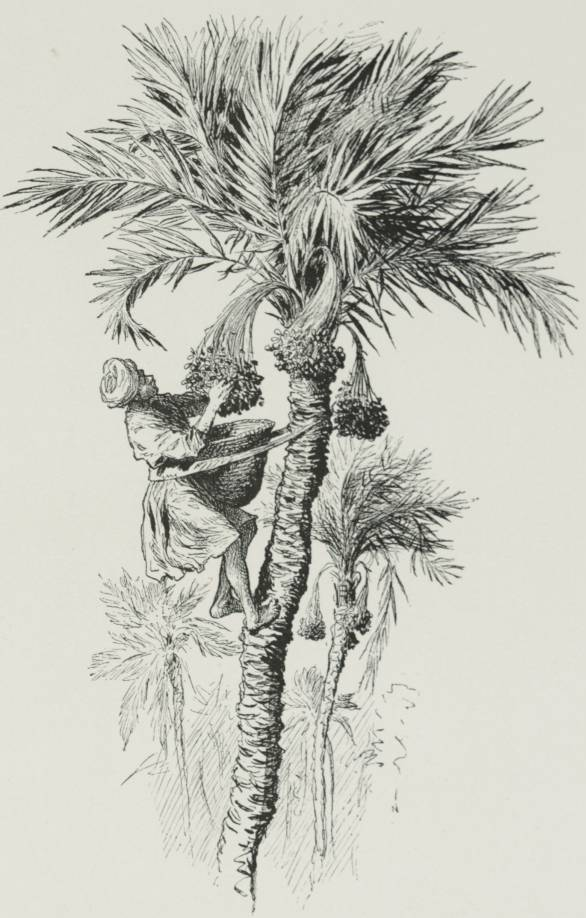
تسلق النخيل لجني التمور
نخلة مزينة بالاضائة بمدينة العين بالإمارات العربية المتحدة بتاريخ 2014
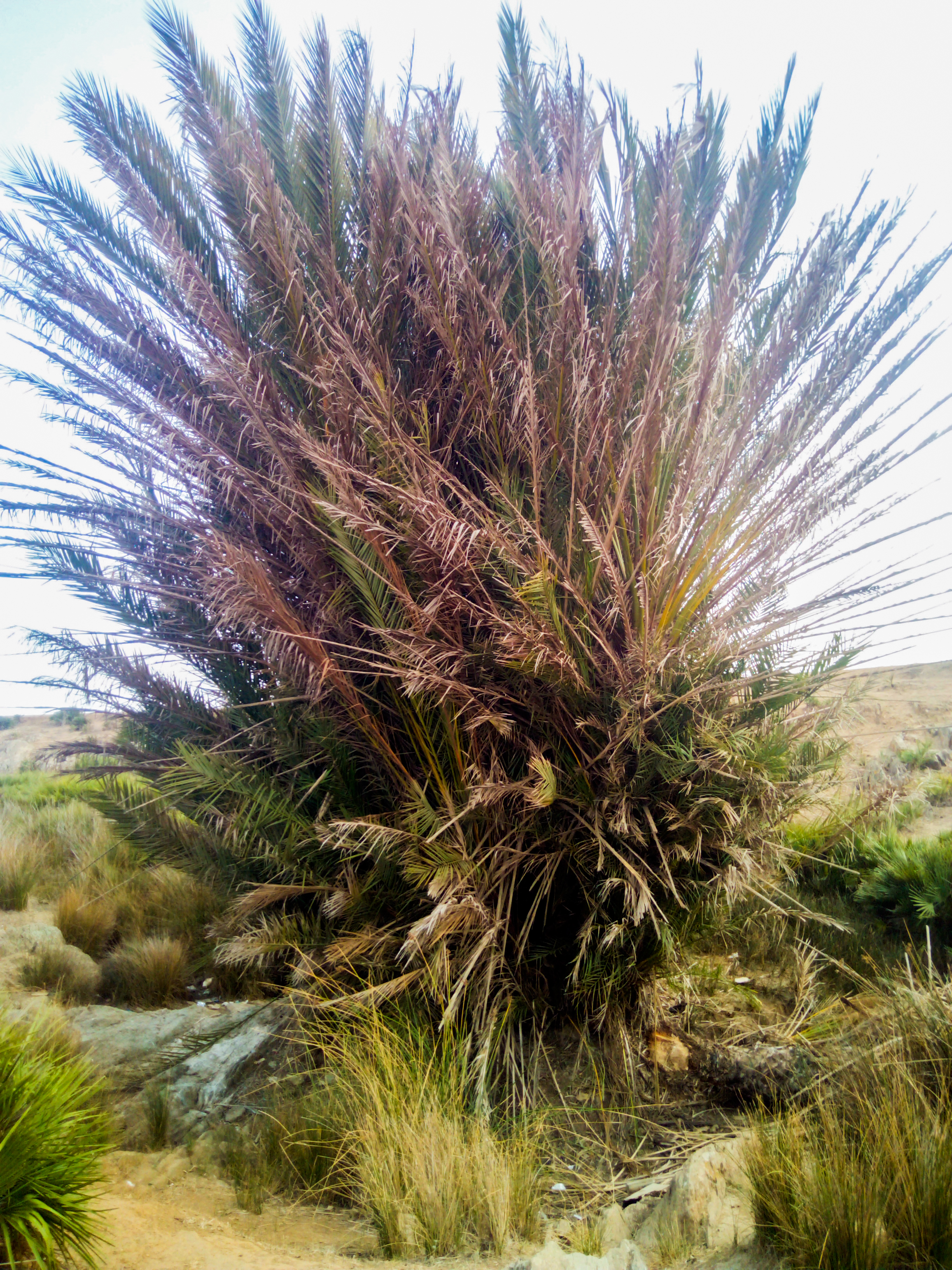
نخلة تنموا بشكل طبيعي بالمغرب.